# كابيلا سيكوتا
كابيلا سيكوتا (من مواليد 1928-وتُوفيت في عام 2006) هي أول ممرضة زامبية مُسجلة في عام 1950 عندما كانت بلادها لا تزال تحت حماية الإمبراطورية البريطانية لروديسيا الشمالية. تلقت سيكوتا تدريبها في جنوب أفريقيا حيث تم تطوير التعليم التمريضي في زامبيا. لم يُعترف بمؤهلاتها بالكامل حتى الاستقلال في عام 1964 عندما تم تعيينها في مناصب التمريض العليا. وبحلول عام 1970، أصبحت سيكوتا رئيسة قسم التمريض في وزارة الصحة. وفي عام 2011، تم تكريمها بعد وفاتها من قِبَل الرابطة الزامبية للنساء.

## حياتها المبكرة
وُلدت كابيلا موانينجومبي سيكوتا في منطقة مونغو في باروستيلاند في 7 يوليو 1928. تُوفي والدها عندما كانت صغيرة. أدركت كابيلا كفتاة كانت في المستشفى في مونغو أنه لم يكن هناك سوى ممرضة زامبية واحدة في الطاقم، وغير مُتوفرة حتى للعرعاية بالأم والطفل. ألهمها ذلك وفق إحدى المجلات لتصبح ممرضة بنفسها. تزوجت كابيلا من أجيري مولالا سيكوتا، وهو «مساعد طبي أفريقي» نشط سياسيًا، وأصبح فيما بعد مسؤولًا حكوميًا، في عام 1953 ولديه أربعة أطفال.

## تعليمها
تعلمت كابيلا التمريض ووصلت إلى أعلى مستوى وصلت إليه أي فتاة في زامبيا في ثلاثينيات وأربعينيات القرن العشرين: الأولى في المدارس الابتدائية فيالمحافظة الغربية (زامبيا)، ثم في مدرسة شيبمبي الداخلية للبنات التي تبعد حوالي 75 كم شمال لوساكا. بعد ذلك ساعدها شقيقها للذهاب إلى مدرسة للبعثات بالقرب من ديربان، جنوب أفريقيا للتعليم الثانوي قبل الالتحاق في مستشفى ماكورد للتدرب كممرضة. كان هذا المستشفى المخصص للسود معروفًا على نطاق واسع بمستشفى مكورد زولو وكان على سيكوتا تعلم اللغة الزولوية أثناء وجودها هناك. فازت كابيبا في عام 1951 بجائزة «أفضل ممرضة للعام» ثم حصلت على تدريب إضافي في مجال القبالة. وكانت «أول أفريقية زامبية تتأهل كممثلة حكومية مسجلة وقابلة قانونية معتمدة من الدولة».

## حياتها المهنية
عملت كابيلا في زامبيا عام 1952 في مستشفى لوساكا المركزي، المعروفة لآن كمستشفى تعليمي جامعي، واعتُبرت أول ممرضة أفريقية مسجلة تقوم بذلك. لم يكن من غير المعتاد في روديسيا وأجزاء أخرى من أفريقيا الاستعمارية وجود عاملين في مجال الصحة بدرجة المساعدين، أو يحصلون على مرتبات مثل المساعدين أوغيرهم، فضلًا عن الذين يعملون في نفس مجال الممرضات الأوروبيات المُدربات و/ أو الأطباء.
عملت سيكوتا لفترة قصيرة في الخمسينات في مستشفى روان أنتيلوب في لوانشيا. أدى عملها كمشرفة في برنامج الإشراف على الممرضات المتدربات إلى طرح سؤال برلماني بريطاني في عام 1960 عندما سُئل إيان ماكلويد، وزير الدولة للمستعمرات، عما إذا كان سيتعامل مع التمييز الذي تعاني منه شركات التعدين الروديسية. قال جون ستونهاوس، النائب الذي طرح سلسلة من الأسئلة المتعلقة بالوضع السياسي في روديسيا الشمالية، إن الشركات لن توظفها بصفتها ممرضة مسجلة ومؤهلة بالكامل. أجاب ماكلويد بأنه ليس لديه سبب للاعتقاد بأن سيكوتا «محرومة من أي منصب عن طريق التمييز». وبحسب ابنها، السياسي والمحامي ساكويبا سيكوتا، فقد شاركت سيكوتا في «الكفاح السياسي والاستقلال»، واستضافت هي وزوجها الاجتماعات السياسية في المنزل.
في 1 نوفمبر 1964، بعد أسبوع واحد من إعلان روديسيا الشمالية كجمهورية زامبيا، ترقّت كابيلا إلى منصب الممرضة المسؤولة في مستشفى الجامعة التعليمي، وهو أول إفريقية تصل إلى هذه المرتبة. وشجعت الحكومة في الوقت نفسه على إنشاء البرامج لتدريب ممرضات مسجلات بفترة تدريب تصل لمدة عامين، كخطوة في اتجاه الحصول على ممرضات مُسجلات بالكامل. وفي عام 1971، قدمت سيكوتا، كبيرة مسؤولي التمريض في ذلك الوقت، شهادات تخرج إلى بعض هؤلاء الممرضات المُقيمات.
شغلت سيكوتا عدة مناصب عليا في التمريض والقبالة. وفي عام 1966 أصبحت مساعدة مساعد رئيس الوزراء في وزارة الصحة، [5] ، ثم أصبحت أول أفريقية تشغل منصب رئيس التمريض الزامبي. وتشمل إنجازاتها دورها في صياغة قانون التمريض لعام 1970 الذي أنشأ مجلس التمريض العام في زامبيا، ودورًا في تطوير المرافق الحديثة في المستفى التعليمي الجامعي. ذهبت سيكوتا في عام 1974 إلى فرنسا مع زوجها الذي كان له وظيفة دبلوماسية هناك. وعند عودتها، شاركت في مشروع يستكشف استخدام الرعاية الصحية الزامبية المعتادة، والقابلات التقليديات على سبيل المثال، لمواكبة الطب الحديث. تقاعدت سيكوتا في عام 1984. وتُوفيت في 30 مايو 2006، وفي عام 2011 كرّمتها الرابطة الزامبية للنساء كواحدة من إحدى عشر امرأة رائدة في مجالات مختلفة.